# Ridleyella paniculata
Ridleyella paniculata är en orkidéart som först beskrevs av Henry Nicholas Ridley, och fick sitt nu gällande namn av Rudolf Schlechter. Ridleyella paniculata ingår i släktet Ridleyella och familjen orkidéer. Inga underarter finns listade i Catalogue of Life.